# Учжишань
Учжиша́нь (кит. упр. 五指山, пиньинь Wǔzhǐshān)  — город субокружного уровня в провинции Хайнань КНР.

## История
20 апреля 1952 года в составе Административного района Хайнань (海南行政区) был создан Хайнань-Ли-Мяоский автономный район уездного уровня (海南黎族苗族自治区). В 1953 году власти автономного района переехали в посёлок Тунши (通什镇) уезда Баотин (保亭县). 17 октября 1955 года Хайнань-Ли-Мяоский автономный район был преобразован в Хайнань-Ли-Мяоский автономный округ (海南黎族苗族自治州).
В декабре 1958 года уезды Линшуй, Ясянь и Баотин были объединены в уезд Юйлинь (榆林县). В феврале 1959 года уезд Юйлинь был переименован в Ясянь (崖县). В ноябре 1959 года уезд Баотин был вновь выделен из уезда Ясянь.
В соответствии с постановлением Госсовета КНР от июня 1986 года, с 25 января 1987 года посёлок Тунши был выделен из уезда Баотин и стал городским уездом Тунши (通什市).
31 декабря 1987 года был расформирован Хайнань-Ли-Мяоский автономный округ, и все входившие в него административные единицы уездного уровня стали подчиняться напрямую властям административного района.
13 апреля 1988 года Административный район Хайнань был преобразован в отдельную провинцию Хайнань; административных единиц окружного уровня в то время в провинции не имелось, и городской уезд был подчинён напрямую властям провинции.
В соответствии с постановлением Госсовета КНР от 5 июля 2001 года, с 18 августа 2001 года городской уезд Тунши был переименован в городской уезд Учжишань.

## Административное деление
Городской уезд делится на 4 посёлка и 3 волости.

## Экономика
Важное значение имеет выращивание и переработка чая. 

## Транспорт
В 2020 году построено скоростное шоссе Учжишань — Хайтан.

## Культура
Развиты народные промыслы, в том числе производство парчи народности ли («лицзинь»).